# Balblair
Balblair je skotská palírna společnosti Inver House Distillers nacházející se ve vesnici Edderton v kraji Ross-shire, jež vyrábí skotskou sladovou whisky.

## Historie
Palírna byla založena v roce 1790 a produkuje čistou sladovou whisky. Tato stará palírna (třetí nebo čtvrtá nejstarší ve Skotsku) má dva kotle a třetí se již nepoužívá. V letech 1915 - 1947 byla uzavřena a stejný osud jí hrozil v roce 1996, kdy ji koupila společnost Inver House Distillers. Produkuje whisky značky Balblair, což je 10letá whisky s obsahem alkoholu 40%. Tato whisky má nasládlou citrusovou chuť.